# فیاض دومان
فیاض دومان (به ترکی استانبولی : Feyyaz Duman)، (زاده ١۴ ژوئن ١٩٨٢ ، ماردین)، بازیگر مرد کرد ترک تبار است. وی پس از گذراندن تحصیلات در گروه رقص عامیانه هنرستان دانشگاه استانبول ، در رشته بازیگری در نیویورک تحصیل کرد. پس از ۵ سال اقامت در نیویورک، به ترکیه بازگشت. وی با فیلم "ترانه مادر" جایزه بهترین بازیگر را در پنجاه و یکمین جشنواره بین‌المللی فیلم نارنجی طلایی دریافت کرد. علاوه بر این، فیاض دومان تنها بازیگر مرد است که با دو فیلم در جشنواره فیلم آنتالیا شرکت کرده است.

## جوایز
- Saraybosna Film Festivali - En İyi Erkek Oyuncu(٢٠١٤)[۴]
- 51. Altın Portakal Film Festivali - En İyi Erkek Oyuncu (٢٠١٤)[۵]

## فیلم شناسی

### مجموعه‌های تلویزیونی
| سال       | نام   | نقش       | یادداشت         | شبکه پخش |
| --------- | ----- | --------- | --------------- | -------- |
| ٢٠٢١-٢٠٢٠ | سد    | ناظم گونی | بازیگر نقش اصلی | فاکس     |
| ٢٠٢٠-٢٠١٧ | زن    | عارف کارا | بازیگر نقش اصلی | فاکس     |
| ٢٠١٧      | نفوذی | سرکان     | بازیگر نقش کمکی | شو تی‌وی  |

### فیلم‌های سینمایی
| سال  | نام                    | نقش           |
| ---- | ---------------------- | ------------- |
| ٢٠٢٠ | کووان                  | ایلکر         |
| ٢٠١٨ | یک تصمیم سخت           | نظیر          |
| ٢٠١٧ | هرگز ترکم نکن          | عادل          |
| ٢٠١٧ | زاگرس                  | زاگرس         |
| ٢٠١٤ | شعر های مادرم          | علی           |
| ٢٠١٤ | ماردان                 | مراد          |
| ٢٠١٣ | سرزمین فلفل شیرینم     | جعفر محمدامین |
| ٢٠١١ | Si Tu Meurs, Je Te Tue | آزاد          |
| ٢٠٠١ | آدم بزرگ عشق کوچک      | گارسون        |
| ٢٠٠١ | عکس                    | فاروک (فاروق) |